# سونجا واسیچ
سونجا واسیچ (سیریلیک صربی: Соња Петровић Васић؛ زادهٔ ۱۸ فوریهٔ ۱۹۸۹) بازیکن بسکتبال اهل صربستان است.
وی در مسابقات کشوری و بین‌المللی در مجموع برندهٔ ۳ مدال طلا، ۳ مدال نقره، ۴ مدال برنز شده‌است.